# Żerstwianka (sielsowiet Duniłowicze)
Żerstwianka (biał. Жарсцвянка; ros. Жерствянка) – wieś na Białorusi, w obwodzie witebskim, w rejonie postawskim, w sielsowiecie Duniłowicze.

## Historia
W czasach zaborów w granicach Imperium Rosyjskiego.
W dwudziestoleciu międzywojennym wieś leżała w Polsce, w województwie wileńskim, w powiecie duniłowickim (od 1926 postawskim), w gminie Duniłowicze.
Według Powszechnego Spisu Ludności z 1921 roku zamieszkiwały tu 92 osoby, 90 było wyznania rzymskokatolickiego, a 2 prawosławnego. Jednocześnie wszyscy mieszkańcy zadeklarowali polską przynależność narodową. Było tu 25 budynków mieszkalnych. W 1931 w 24 domach zamieszkiwały 102 osoby.
Miejscowość należała do parafii rzymskokatolickiej i prawosławnej w Duniłowiczach. Podlegała pod Sąd Grodzki w Duniłowiczach i Okręgowy w Wilnie; właściwy urząd pocztowy mieścił się w Duniłowiczach.
W 1938 roku wieś należała do gromady Zareże gminy Duniłowicze.